# Ala Littoria
La société Ala Littoria a été la première compagnie aérienne nationale italienne créée le 28 octobre 1934. Elle a cessé son activité en 1941. Ses lignes ont été reprises en 1947 par la nouvelle compagnie Alitalia.

## Histoire
La compagnie a été créée le 28 octobre 1934, le jour du douzième anniversaire de la Marche sur Rome par la volonté du Régime fasciste qui gouvernait le royaume d'Italie. Le nom « Ala Littoria » a, semble-t-il été suggéré par le Duce, Benito Mussolini.
Cette compagnie a été créée par la fusion de plusieurs compagnies privées existantes :
- Società Aerea Mediterranea - SAM basée à Rome,
- Società Anonima Navigazione Aerea - SANA basée à Gènes,
- Società Italiana Servizi Aerei - SISA basée à Trieste.

Ces trois compagnies privées ne connaissaient aucune difficulté financière mais la décision politique était de créer une grande compagnie aérienne nationale.
Le nombre élevé d'hydravions composant la flotte de ces compagnies était dû à leur simplicité d'utilisation. De plus, l'utilisation des nombreuses et larges rivières, plans d'eau et fleuves calmes dont regorge l'Italie et beaucoup de pays d'Europe comme pistes d'atterrissage, était une solution évitant les investissements dans une structure lourde comme un aéroport. Cependant, avec l'évolution du trafic et les demandes de la clientèle, plusieurs aéroports conventionnels ont été construits. Afin de rester compétitif avec les entreprises étrangères concurrentes, Ala Littoria a commencé à intégrer dans sa flotte des avions de transport terrestres comme le fameux Savoia-Marchetti S.73, un bombardier transformé en avion de transport civil.
En 1937, le constructeur SIAI Marchetti présenta un nouvel appareil, équipé d'un train d'atterrissage rétractable et offrant de meilleures performances, le modèle Savoia-Marchetti SM.75, capable d'accueillir 24 passagers. Grâce à ce nouvel avion, Ala Littoria pu développer tous les itinéraires, même les plus difficiles et décentralisés, en particulier la « Ligne de l'Empire » qui reliait avec 4 vols hebdomadaires Rome, Benghazi et Addis-Abeba.

## Destinations
21 domestiques 
Alghero • Ancône • Bologne • Brindisi • Cagliari • Catane • Fiume • Gênes • Lussino • Milan • Naples • Palerme • Pula • Rimini • Rodi • Rome • Syracuse • Trapani • Trieste • Venise • Zara
14 destinations vers l'Afrique orientale & occidentale italienne
•  Addis-Abeba
•  Asmara
•  Assab
•  Dessie 
•  Dire Dawa 
•  Gambela-Dembi Dolo 
•  Jimma 
•  Gondar 
•  Gorrahei
•  Lechemti-Asosa 
•  Mogadiscio 
•  Negele Boran 
•  Benghazi 
•  Tripoli
18 destinations en Europe
•  Athènes
•  Barcelone 
•  Belgrade 
•  Berlin 
•  Bucarest 
•  Cadix 
•  Constance 
•  Lisbonne 
•  Malaga 
•  Malte 
•  Marseille 
•  Monaco 
•  Palma de Majorque 
•  Paris 
•  Salonique 
•  Séville 
•  Tirana 
•  Vienne
18 destinations au Moyen-Orient et Afrique
•  Bagdad
•  Bassorah
•  Le Caire
•  Djibouti
•  Haïfa
•  Khartoum
•  Mellila
•  Tétouan
•  Tunis 
•  Wadi Halfa

## Flotte
Au début de l'année 1939, à la veille du déclenchement de la Seconde Guerre mondiale, la flotte globale de la compagnie Ala Littoria comptait 114 appareils : 38 hydravions et 74 avions terrestres.
Hydravions
- 14 CANT Z.506
- 8 Macchi M.C.94
- 16 Savoia-Marchetti S.66
- Dornier Do J

Avions
- 4 Breda Ba.44
- 10 Caproni Ca.133
- 3 Savoia-Marchetti S.M.71
- 18 Savoia-Marchetti SM.73
- 3 Savoia-Marchetti S.M.74
- 36 Savoia-Marchetti SM.75